# Club Atlético Boca Juniors 2018-2019
Questa voce raccoglie le informazioni riguardanti il Boca Juniors nelle competizioni ufficiali della stagione 2018-2019.

## Maglie e sponsor
Il fornitore tecnico per la stagione 2018-2019 è Nike, mentre lo sponsor ufficiale è Qatar Airways.
| 1ª divisa | 2ª divisa |

## Organigramma societario
Come riportato nel sito ufficiale:
Commissione direttiva
- Presidente: Daniel Angelici
- Vice presidente: Rodolfo Ferrari, Horacio Paolini, Dario Richarte
- Segretario generale: Christian Gribaudo
- Vice segretario generale: Carlo Aguas
- Sindaco: Pedro Orgambide
- Tesoriere: Mathias Ahumada
- Vice tesoriere: Diego Lajst

Commissione fiscale
- Presidente: Jorge Miguel Mayora
- Segretario: Murat Nakas

Tribunale disciplinare
- Presidente: Oscar Antonio Ciruzzi
- Segretario: Candido Jorge Vidales

Area tecnica
- Allenatore: Gustavo Alfaro
- Aiutanti di campo: Carlos González, Claudio Cristofanelli
- Analisi video: Alejandro Manograsso
- Preparatori atletici: Sergio Chiarelli, Pedro Arbelaiz
- Vice preparatore atletico: Pablo Matallanas

Area sanitaria
- Medici: Jorge Batista, Pablo Ortega Gallo, Gerardo Godoy
- Fisioterapisti: Leonardo Betchakian, Sergio Brozzi, Antonio Cassino, Ignacio Pasqualini
- Psicologo: Ivan Tcherkaski
- Massaggiatori: Pablo Rodríguez
- Collaboratori: Cristian Ale Salem, Mario Benetti, Ariel Critelli

## Rosa
Aggiornata al 21 febbraio 2019.
| N. |                      | Ruolo | Calciatore         |
| -- | -------------------- | ----- | ------------------ |
| 1  | Argentina (bandiera) | P     | Esteban Andrada    |
| 2  | Argentina (bandiera) | D     | Paolo Goltz        |
| 3  | Argentina (bandiera) | D     | Emanuel Más        |
| 4  | Argentina (bandiera) | D     | Julio Buffarini    |
| 6  | Paraguay (bandiera)  | D     | Júnior Alonso      |
| 7  | Argentina (bandiera) | A     | Cristian Pavón     |
| 9  | Argentina (bandiera) | A     | Darío Benedetto    |
| 12 | Argentina (bandiera) | P     | Marcos Díaz        |
| 13 | Argentina (bandiera) | D     | Kevin Mac Allister |
| 15 | Uruguay (bandiera)   | C     | Nahitan Nández     |
| 16 | Italia (bandiera)    | C     | Daniele De Rossi   |
| 17 | Argentina (bandiera) | A     | Ramón Ábila        |
| 18 | Colombia (bandiera)  | D     | Frank Fabra        |
| 19 | Argentina (bandiera) | A     | Mauro Zárate       |
| 20 | Argentina (bandiera) | D     | Lisandro López     |
| 22 | Colombia (bandiera)  | A     | Sebastián Villa    |
| 23 | Argentina (bandiera) | C     | Iván Marcone       |

| N. |                      | Ruolo | Calciatore        |
| -- | -------------------- | ----- | ----------------- |
| 24 | Argentina (bandiera) | D     | Carlos Izquierdoz |
| 27 | Colombia (bandiera)  | C     | Jorman Campuzano  |
| 30 | Argentina (bandiera) | C     | Emanuel Reynoso   |
| 32 | Argentina (bandiera) | A     | Carlos Tévez      |
| 37 | Argentina (bandiera) | D     | Nicolás Capaldo   |
| 39 | Argentina (bandiera) | C     | Agustín Almendra  |
| -  | Colombia (bandiera)  | C     | Edwin Cardona     |
| -  | Argentina (bandiera) | D     | Lisandro Magallán |
| -  | Argentina (bandiera) | A     | Cristian Espinoza |
| -  | Argentina (bandiera) | D     | Leonardo Balerdi  |
| -  | Argentina (bandiera) | C     | Pablo Pérez       |
| -  | Argentina (bandiera) | D     | Leonardo Jara     |
| -  | Uruguay (bandiera)   | D     | Lucas Olaza       |
| -  | Colombia (bandiera)  | C     | Wílmar Barrios    |
| -  | Argentina (bandiera) | P     | Agustín Rossi     |
| -  | Argentina (bandiera) | C     | Fernando Gago     |

## Calciomercato
Aggiornato al 31 gennaio 2019.

### Sessione estiva
| Acquisti | Acquisti          | Acquisti           | Acquisti                    |
| R.       | Nome              | da                 | Modalità                    |
| -------- | ----------------- | ------------------ | --------------------------- |
| D        | Gino Peruzzi      | Nacional           | fine prestito               |
| C        | Nicolás Colazo    | Gimnasia (LP)      | fine prestito               |
| C        | Franco Cristaldo  | Defensa y Justicia | fine prestito               |
| C        | Mauro González    | Chacarita Juniors  | fine prestito               |
| C        | Tomás Pochettino  | Defensa y Justicia | fine prestito               |
| A        | Nicolás Benegas   | San Martín (T)     | fine prestito               |
| A        | Nazareno Solís    | Huracán            | fine prestito               |
| A        | Marcelo Torres    | Talleres (C)       | fine prestito               |
| A        | Sebastián Villa   | Deportes Tolima    | definitivo (1,82 milioni €) |
| A        | Mauro Zárate      | Watford            | definitivo (2,30 milioni €) |
| D        | Carlos Izquierdoz | Santos Laguna      | definitivo (5,15 milioni €) |
| D        | Lucas Olaza       | Talleres (C)       | prestito (giugno 2019)      |
| P        | Esteban Andrada   | Lanús              | definitivo (4,30 milioni €) |
| P        | Carlos Lampe      | Huachipato         | prestito (gennaio 2019)     |

| Cessioni | Cessioni         | Cessioni        | Cessioni               |
| R.       | Nome             | a               | Modalità               |
| -------- | ---------------- | --------------- | ---------------------- |
| C        | Nicolás Colazo   | Arīs Salonicco  | prestito               |
| C        | Adrián Cubas     | Talleres (C)    | definitivo             |
| A        | Oscar Benítez    | Benfica         | fine prestito          |
| C        | Franco Cristaldo | San Martín (SJ) | prestito (giugno 2019) |
| A        | Nazareno Solís   | San Martín (SJ) | prestito (giugno 2019) |
| A        | Guido Vadalá     | Gimnasia (LP)   | prestito (giugno 2019) |
| A        | Walter Bou       | Vitória         | prestito (giugno 2019) |
| C        | Gonzalo Maroni   | Talleres (C)    | prestito (giugno 2019) |
| P        | Guillermo Sara   | Lanús           | definitivo (700000 €)  |
| D        | Santiago Vergini | Bursaspor       | rescissione            |
| C        | Sebastián Pérez  | Pachuca         | prestito (giugno 2019) |

### Sessione invernale
| Acquisti | Acquisti           | Acquisti           | Acquisti                   |
| R.       | Nome               | da                 | Modalità                   |
| -------- | ------------------ | ------------------ | -------------------------- |
| C        | Sebastián Pérez    | Pachuca            | fine prestito              |
| D        | Júnior Alonso      | Lilla              | prestito (30.6.2020)       |
| C        | Jorman Campuzano   | Atlético Nacional  | definitivo (3,5 milioni €) |
| P        | Marcos Díaz        | Huracán            | definitivo                 |
| C        | Iván Marcone       | Cruz Azul          | definitivo (7,5 milioni €) |
| C        | Nicolás Colazo     | Arīs Salonicco     | fine prestito              |
| D        | Lucas Olaza        | Talleres (C)       | definitivo (3,5 milioni €) |
| D        | Kevin Mac Allister | Argentinos Juniors | prestito (175000 €)        |
| D        | Lisandro López     | Benfica            | prestito                   |
| C        | Daniele De Rossi   | svincolato         | definitivo (500000 €)      |

| Cessioni | Cessioni          | Cessioni              | Cessioni                  |
| R.       | Nome              | a                     | Modalità                  |
| -------- | ----------------- | --------------------- | ------------------------- |
| P        | Carlos Lampe      | Huachipato            | fine prestito             |
| C        | Edwin Cardona     | Monterrey             | fine prestito             |
| A        | Cristian Espinoza | Villarreal            | fine prestito             |
| D        | Lisandro Magallán | Ajax                  | definitivo (9 milioni €)  |
| C        | Sebastián Pérez   | Barcelona SC          | prestito                  |
| D        | Leonardo Balerdi  | Borussia Dortmund     | definitivo (15 milioni €) |
| D        | Gino Peruzzi      | San Lorenzo           | definitivo (700000 €)     |
| C        | Pablo Pérez       | Independiente         | prestito                  |
| C        | Gonzalo Lamardo   | San Martín (T)        | prestito                  |
| C        | Nicolás Colazo    | Tigre                 | prestito)                 |
| D        | Leonardo Jara     | D.C. United           | prestito                  |
| D        | Lucas Olaza       | Talleres (C)          | fine prestito             |
| D        | Lucas Olaza       | Celta Vigo            | prestito                  |
| C        | Wilmar Barrios    | Zenit San Pietroburgo | definitivo (15 milioni €) |
| C        | Agustín Rossi     | Dep. Antofagasta      | prestito                  |
| C        | Fernando Gago     | -                     | svincolato                |

## Risultati

### Primera División
| Arbitro: | Tello |

|          |           |  |
| 8’ Pavón | Marcatori |  |

| Arbitro: | Abal |

|                            |           |  |
| 57’ Noguera 57’ Pellegrini | Marcatori |  |

| Buenos Aires 26 agosto 2018, ore 20:00 UTC-3 3ª giornata | Huracán | 0 – 0 referto | Boca Juniors | Stadio Tomás Adolfo Ducó\| Arbitro: \| Delfino \| |
| Arbitro:                                                 | Delfino |               |              |                                                   |

| Arbitro: | Echenique |

|                                          |           |  |
| 28’ Pavón 40’ (rig.) Cardona 90+1’ Villa | Marcatori |  |

| Arbitro: | Merlos |

|  |           |                |
|  | Marcatori | Izquierdoz 23’ |

| Arbitro: | Vigliano |

|  |           |                         |
|  | Marcatori | Martínez 14’ Scocco 68’ |

| Arbitro: | Delfino |

|                                          |           |           |
| 16’ Magallan 33’ (rig.) Zárate 80’ Tévez | Marcatori | Bueno 86’ |

| Arbitro: | Herrera |

|                    |           |                     |
| 6’ López 65’ López | Marcatori | Ábila 82’ Villa 87’ |

| Buenos Aires 20 ottobre 2018, ore 17:45 UTC-3 9ª giornata | Boca Juniors | 0 – 0 referto | Rosario Central | Stadio Alberto José Armando\| Arbitro: \| Tello \| |
| Arbitro:                                                  | Tello        |               |                 |                                                    |

| Arbitro: | Baliño |

|                         |           |              |
| 10’ Faravelli 49’ Comba | Marcatori | Espinoza 44’ |

| Arbitro: | Delfino |

|                                               |           |              |
| 26’ Tévez 68’ Cardona 72’ Tévez 88’ Buffarini | Marcatori | González 10’ |

| Arbitro: | Abal |

|              |           |  |
| 81’ Espinoza | Marcatori |  |

| Arbitro: | Herrera |

|  |           |             |
|  | Marcatori | Cardona 57’ |

| Arbitro: | Merlos |

|               |           |               |
| 25’ Rodríguez | Marcatori | Benedetto 77’ |

| Arbitro: | Abal |

|  |           |                                        |
|  | Marcatori | Pavón 38’ Zárate 44’ Ábila 52’ Más 78’ |

| Buenos Aires 3 febbraio 2019, ore 17:10 UTC-3 17ª giornata          | Boca Juniors | 2 – 0 referto | Godoy Cruz | Stadio Alberto José Armando |
| \| \| \| \| \| 13’ (rig.) Benedetto 90+3’ Zárate \| Marcatori \| \| |              |               |            |                             |
|                                                                     |              |               |            |                             |
| 13’ (rig.) Benedetto 90+3’ Zárate                                   | Marcatori    |               |            |                             |

| Arbitro: | Penel |

|             |           |           |
| 81’ Lértora | Marcatori | López 15’ |

| Arbitro: | Loustau |

|                    |           |          |
| 55’ Más 60’ Zárate | Marcatori | Sand 59’ |

| Arbitro: | Delfino |

|           |           |                      |
| 61’ Ábila | Marcatori | Núñez 8’ Barbona 70’ |

| Arbitro: | Echenique |

|  |           |           |
|  | Marcatori | Tévez 49’ |

| Arbitro: | Merlos |

|               |           |                                    |
| 19’ Fragapane | Marcatori | Ábila 64’ Tévez 73’ Almendra 90+5’ |

| Arbitro: | Tello |

|                                |           |  |
| 4’ Zárate 64’ Nández 84’ Villa | Marcatori |  |

| Arbitro: | Vigliano |

|          |           |                                            |
| 26’ Pons | Marcatori | Ábila 35’ Reynoso 57’ López 68’ Nández 89’ |

| Arbitro: | Echavarría |

|                     |           |  |
| 17’ Ábila 56’ Pavón | Marcatori |  |

| Arbitro: | Abal |

|            |           |            |
| Chávez 39’ | Marcatori | 12’ Zárate |

### Coppa di Superliga 2019
| Arbitro: | Trucco |

|            |           |                   |
| 61’ Lucero | Marcatori | Pavón 31’ Más 87’ |

| Arbitro: | Tello |

|                               |           |            |
| 5’ Ábila 54’ Ábila 87’ Zárate | Marcatori | Prieto 79’ |

| Buenos Aires 12 maggio 2019, ore 20:00 UTC-3 Quarti di finale - andata | Vélez Sarsfield | 0 – 0 referto | Boca Juniors | Stadio José Amalfitani\| Arbitro: \| Abal \| |
| Arbitro:                                                               | Abal            |               |              |                                              |

| Arbitro: | Espinoza |

|                                        |                      |                                        |
| Benedetto Pavón Zárate Fabra Buffarini | Tiri di rigore 5 – 4 | Giménez Cufré Salinas Almada Fernández |

| Buenos Aires 19 maggio 2019, ore 18:45 UTC-3 Semifinale - andata | Argentinos Juniors | 0 – 0 referto | Boca Juniors | Stadio Diego Armando Maradona\| Arbitro: \| Vigliano \| |
| Arbitro:                                                         | Vigliano           |               |              |                                                         |

| Arbitro: | Tello |

|           |           |  |
| 54’ López | Marcatori |  |

| Arbitro: | Pitana |

|                                |           |  |
| 23’ González 31’ (rig.) Janson | Marcatori |  |

### Coppa Argentina 2017-2018

#### Fase ad elimanzione diretta
| Arbitro: | Herrera |

|                                                                            |           |  |
| 4’ Magallán 24’ Ábila 28’ P. Pérez 34’ P. Pérez 54’ Goltz 86’ (rig.) Tévez | Marcatori |  |

| Arbitro: | Trucco |

|                       |           |  |
| 70’ Cardona 90’ Ábila | Marcatori |  |

| Arbitro: | Echevarría |

|  |           |             |
|  | Marcatori | Hurtado 89’ |

### Coppa Argentina 2018-2019

#### Fase ad elimanzione diretta
| Arbitro: | Dóvalo |

|                      |           |  |
| 18’ Ábila 24’ Zárate | Marcatori |  |

### Supercoppa Argentina
| Arbitro: | Rapallini |

|                                                  |                      |                                             |
| Benedetto Tévez Pavón Villa Buffarini Izquierdoz | Tiri di rigore 6 – 5 | Ortigoza Gil Parot Zampedri Caruzzo Rinaudo |

### Coppa Libertadores 2018

#### Fase ad eliminazione diretta
| Arbitro: | Sampaio |

|                     |           |  |
| 7’ Ábila 43’ Zárate | Marcatori |  |

| Arbitro: | Roldán |

|                                |           |                                                   |
| 11’ Cardozo 38’ (rig.) Cardozo | Marcatori | Pavón 18’ Zárate 21’ Tévez 64’ Cardona 78’ (rig.) |

| Arbitro: | Aquino |

|                      |           |  |
| 36’ Zárate 82’ Pérez | Marcatori |  |

| Arbitro: | Cunha |

|           |           |             |
| 57’ Sassá | Marcatori | Pavón 90+3’ |

| Arbitro: | Roberto Tobar ( Cile) |

|                             |           |  |
| 83’ Benedetto 88’ Benedetto | Marcatori |  |

| Arbitro: | Wilmar Roldán ( Colombia) |

|                    |           |                         |
| 52’ Luan 60’ Gómez | Marcatori | Ábila 17’ Benedetto 69’ |

| Arbitro: | Roberto Tobar ( Cile) |

|                           |           |                                  |
| 34’ Ábila 45+1’ Benedetto | Marcatori | Pratto 35’ Izquierdoz 61’ (aut.) |

| Arbitro: | Andrés Cunha ( Uruguay) |

|                                             |           |               |
| 68’ Pratto 109’ Quintero 120+2’ G. Martínez | Marcatori | Benedetto 44’ |

### Coppa Libertadores 2019

#### Fase a gironi
| Cochabamba 5 marzo 2019, ore 21:30 UTC-3 1ª giornata | Wilstermann | 0 – 0 referto | Boca Juniors | Estadio Félix Capriles\| Arbitro: \| Bascuñán \| |
| Arbitro:                                             | Bascuñán    |               |              |                                                  |

| Arbitro: | Ostojich |

|                                          |           |  |
| 47’ (aut.) Pérez 55’ Benedetto 59’Zárate | Marcatori |  |

| Arbitro: | Tobar |

|                               |           |  |
| 35’ Ruben 68’ Ruben 80’ Ruben | Marcatori |  |

| Arbitro: | Haro |

|                                                          |           |  |
| 35’ Reynoso 62’ (rig.) Benedetto 84’ Zárate 90+4’ Zárate | Marcatori |  |

| Arbitro: | Carrillo |

|                      |           |                                 |
| 12’ Castro 20’ Pérez | Marcatori | Zárate 34’ Benedetto 43’ (rig.) |

| Arbitro: | Orbe |

|                       |           |           |
| 71’ López 90+4’ Tévez | Marcatori | Ruben 65’ |

## Statistiche
Statistiche aggiornate al 10 marzo 2019.

### Statistiche di squadra
| Competizione            | In casa | In casa | In casa | In casa | In casa | In casa | In trasferta | In trasferta | In trasferta | In trasferta | In trasferta | In trasferta | Totale | Totale | Totale | Totale | Totale | Totale | DR  |
| Competizione            | G       | V       | N       | P       | Gf      | Gs      | G            | V            | N            | P            | Gf           | Gs           | G      | V      | N      | P      | Gf     | Gs     | DR  |
| ----------------------- | ------- | ------- | ------- | ------- | ------- | ------- | ------------ | ------------ | ------------ | ------------ | ------------ | ------------ | ------ | ------ | ------ | ------ | ------ | ------ | --- |
| Primera División        | 11      | 8       | 1       | 2       | 20      | 7       | 11           | 5            | 4            | 2            | 15           | 9            | 22     | 13     | 5      | 4      | 35     | 16     | +19 |
| Coppa Argentina         | 3       | 2       | 0       | 1       | 8       | 1       | 0            | 0            | 0            | 0            | 0            | 0            | 3      | 2      | 0      | 1      | 8      | 1      | +7  |
| Supercoppa Argentina    | 0       | 0       | 0       | 0       | 0       | 0       | 0            | 0            | 0            | 0            | 0            | 0            | 0      | 0      | 0      | 0      | 0      | 0      | 0   |
| Coppa Libertadores 2018 | 4       | 3       | 1       | 0       | 6       | 2       | 4            | 1            | 2            | 1            | 8            | 8            | 8      | 4      | 3      | 1      | 16     | 10     | +6  |
| Coppa Libertadores 2019 | 1       | 0       | 1       | 0       | 0       | 0       | 0            | 0            | 0            | 0            | 0            | 0            | 1      | 0      | 1      | 0      | 0      | 0      | 0   |
| Totale                  | 19      | 13      | 3       | 3       | 37      | 9       | 15           | 6            | 6            | 3            | 23           | 17           | 34     | 19     | 9      | 6      | 59     | 27     | +32 |

### Statistiche dei giocatori
Nota: Le statistiche riguardanti la Coppa Libertadores comprendono sia l'edizione 2018 che l'edizione 2019.
| Giocatore       | Primera División | Primera División | Primera División | Primera División | Coppa Libertadores | Coppa Libertadores | Coppa Libertadores | Coppa Libertadores | Coppa Argentina | Coppa Argentina | Coppa Argentina | Coppa Argentina | Altre coppe | Altre coppe | Altre coppe | Altre coppe | Totale   | Totale | Totale      | Totale     |
| Giocatore       | Presenze         | Reti             | Ammonizioni      | Espulsioni       | Presenze           | Reti               | Ammonizioni        | Espulsioni         | Presenze        | Reti            | Ammonizioni     | Espulsioni      | Presenze    | Reti        | Ammonizioni | Espulsioni  | Presenze | Reti   | Ammonizioni | Espulsioni |
| --------------- | ---------------- | ---------------- | ---------------- | ---------------- | ------------------ | ------------------ | ------------------ | ------------------ | --------------- | --------------- | --------------- | --------------- | ----------- | ----------- | ----------- | ----------- | -------- | ------ | ----------- | ---------- |
| R. Ábila        | 14               | 4                | 1                | 0                | 7                  | 4                  | 2                  | 0                  | 2               | 2               | 0               | 0               | 0           | 0           | 0           | 0           | 23       | 10     | 3           | 0          |
| A. Almendra     | 14               | 1                | 2                | 0                | 2                  | 0                  | 0                  | 0                  | 1               | 0               | 0               | 0               | 0           | 0           | 0           | 0           | 17       | 1      | 2           | 0          |
| J. Alonso       | 6                | 0                | 1                | 0                | 0                  | 0                  | 0                  | 0                  | 0               | 0               | 0               | 0               | 0           | 0           | 0           | 0           | 6        | 0      | 1           | 0          |
| E. Andrada      | 16               | -8               | 0                | 0                | 5                  | -5                 | 1                  | 0                  | 1               | 0               | 0               | 0               | 0           | 0           | 0           | 0           | 22       | -13    | 1           | 0          |
| D. Benedetto    | 13               | 2                | 4                | 0                | 7                  | 4                  | 0                  | 0                  | 2               | 0               | 0               | 0               | 0           | 0           | 0           | 0           | 22       | 6      | 4           | 0          |
| J. Buffarini    | 15               | 1                | 5                | 0                | 5                  | 0                  | 0                  | 0                  | 1               | 0               | 0               | 0               | 0           | 0           | 0           | 0           | 21       | 1      | 5           | 0          |
| J. Campuzano    | 8                | 1                | 1                | 0                | 1                  | 0                  | 0                  | 0                  | 0               | 0               | 0               | 0               | 0           | 0           | 0           | 0           | 9        | 1      | 1           | 0          |
| N. Capaldo      | 1                | 0                | 1                | 0                | 0                  | 0                  | 0                  | 0                  | 0               | 0               | 0               | 0               | 0           | 0           | 0           | 0           | 1        | 0      | 1           | 0          |
| J. Chicco       | 5                | 0                | 2                | 0                | 0                  | 0                  | 0                  | 0                  | 0               | 0               | 0               | 0               | 0           | 0           | 0           | 0           | 5        | 0      | 2           | 0          |
| M. Díaz         | 0                | 0                | 0                | 0                | 0                  | 0                  | 0                  | 0                  | 0               | 0               | 0               | 0               | 0           | 0           | 0           | 0           | 0        | 0      | 0           | 0          |
| F. Fabra        | 0                | 0                | 0                | 0                | 0                  | 0                  | 0                  | 0                  | 0               | 0               | 0               | 0               | 0           | 0           | 0           | 0           | 0        | 0      | 0           | 0          |
| P. Goltz        | 10               | 0                | 4                | 0                | 2                  | 0                  | 0                  | 0                  | 2               | 1               | 0               | 0               | 0           | 0           | 0           | 0           | 14       | 1      | 4           | 0          |
| C. Izquierdoz   | 15               | 1                | 2                | 0                | 7                  | 0                  | 0                  | 0                  | 1               | 0               | 1               | 0               | 0           | 0           | 0           | 0           | 23       | 1      | 3           | 0          |
| L. López        | 6                | 1                | 1                | 0                | 1                  | 0                  | 0                  | 0                  | 0               | 0               | 0               | 0               | 0           | 0           | 0           | 0           | 7        | 1      | 1           | 0          |
| K. Mac Allister | 1                | 0                | 0                | 0                | 0                  | 0                  | 0                  | 0                  | 0               | 0               | 0               | 0               | 0           | 0           | 0           | 0           | 1        | 0      | 0           | 0          |
| I. Marcone      | 9                | 1                | 1                | 0                | 1                  | 0                  | 0                  | 0                  | 0               | 0               | 0               | 0               | 0           | 0           | 0           | 0           | 10       | 1      | 1           | 0          |
| E. Más          | 16               | 2                | 4                | 0                | 2                  | 0                  | 1                  | 0                  | 3               | 0               | 0               | 0               | 0           | 0           | 0           | 0           | 21       | 2      | 5           | 0          |
| N. Nández       | 10               | 1                | 5                | 0                | 9                  | 0                  | 2                  | 0                  | 2               | 0               | 0               | 0               | 0           | 0           | 0           | 0           | 21       | 1      | 7           | 0          |
| C. Pavón        | 13               | 3                | 0                | 0                | 7                  | 2                  | 2                  | 0                  | 2               | 0               | 0               | 0               | 0           | 0           | 0           | 0           | 22       | 5      | 2           | 0          |
| M. Retegui      | 1                | 0                | 1                | 0                | 0                  | 0                  | 0                  | 0                  | 0               | 0               | 0               | 0               | 0           | 0           | 0           | 0           | 1        | 0      | 1           | 0          |
| E. Reynoso      | 13               | 0                | 1                | 0                | 1                  | 0                  | 0                  | 0                  | 0               | 0               | 0               | 0               | 0           | 0           | 0           | 0           | 14       | 0      | 1           | 0          |
| C. Tévez        | 21               | 5                | 2                | 0                | 6                  | 1                  | 2                  | 0                  | 3               | 1               | 0               | 0               | 0           | 0           | 0           | 0           | 30       | 7      | 4           | 0          |
| S. Villa        | 14               | 2                | 2                | 0                | 6                  | 0                  | 2                  | 0                  | 2               | 0               | 0               | 0               | 0           | 0           | 0           | 0           | 22       | 2      | 4           | 0          |
| M. Zárate       | 20               | 5                | 3                | 0                | 7                  | 3                  | 1                  | 0                  | 3               | 0               | 1               | 0               | 0           | 0           | 0           | 0           | 30       | 8      | 5           | 0          |
| L. Balerdi      | 5                | 0                | 2                | 0                | 1                  | 0                  | 0                  | 0                  | 0               | 0               | 0               | 0               | 0           | 0           | 0           | 0           | 6        | 0      | 2           | 0          |
| W. Barrios      | 6                | 0                | 3                | 0                | 8                  | 0                  | 1                  | 1                  | 2               | 0               | 0               | 0               | 0           | 0           | 0           | 0           | 16       | 0      | 4           | 1          |
| E. Cardona      | 11               | 3                | 3                | 0                | 3                  | 1                  | 0                  | 0                  | 3               | 1               | 0               | 0               | 0           | 0           | 0           | 0           | 17       | 5      | 3           | 0          |
| C. Espinoza     | 4                | 2                | 0                | 0                | 0                  | 0                  | 0                  | 0                  | 1               | 0               | 0               | 0               | 0           | 0           | 0           | 0           | 5        | 2      | 0           | 0          |
| L. Jara         | 4                | 0                | 0                | 0                | 7                  | 0                  | 2                  | 0                  | 2               | 0               | 0               | 0               | 0           | 0           | 0           | 0           | 13       | 0      | 2           | 0          |
| L. Magallán     | 8                | 1                | 2                | 1                | 8                  | 0                  | 0                  | 0                  | 3               | 1               | 0               | 0               | 0           | 0           | 0           | 0           | 19       | 2      | 2           | 1          |
| L. Olaza        | 4                | 0                | 0                | 0                | 6                  | 0                  | 2                  | 0                  | 1               | 0               | 0               | 0               | 0           | 0           | 0           | 0           | 11       | 0      | 2           | 0          |
| P. Pérez        | 6                | 0                | 5                | 0                | 8                  | 1                  | 3                  | 0                  | 3               | 2               | 1               | 0               | 0           | 0           | 0           | 0           | 17       | 3      | 9           | 0          |
| G. Peruzzi      | 3                | 0                | 1                | 0                | 0                  | 0                  | 0                  | 0                  | 0               | 0               | 0               | 0               | 0           | 0           | 0           | 0           | 3        | 0      | 1           | 0          |
| A. Rossi        | 6                | -8               | 0                | 0                | 4                  | -5                 | 0                  | 0                  | 2               | -1              | 0               | 0               | 0           | 0           | 0           | 0           | 12       | -14    | 0           | 0          |
| F. Gago         | 8                | 0                | 3                | 0                | 4                  | 0                  | 0                  | 0                  | 1               | 0               | 0               | 0               | 0           | 0           | 0           | 0           | 13       | 0      | 3           | 0          |